# Aminata Bah
Pour les articles homonymes, voir Bah.
Aminata Bah, née le 9 février 1977 à Fria (Guinée) est une économiste et femme politique guinéenne.
Le 22 janvier 2022, elle est nommée conseillère au sein du Conseil national de la transition (CNT) de Guinée, en tant que représentante du parti politique PACT,.